# Piet Dickentman

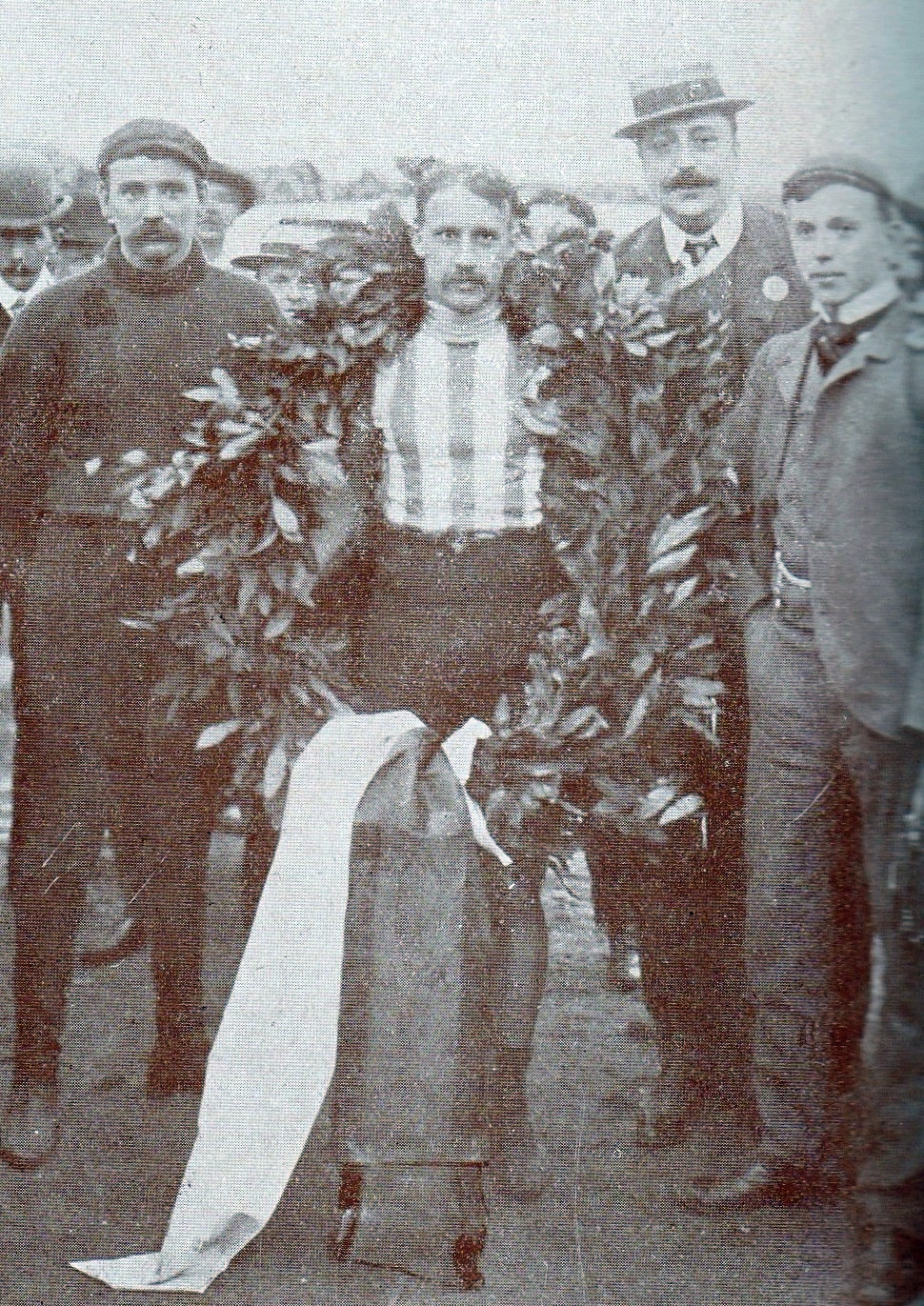
Dickentman als Weltmeister, 1903.

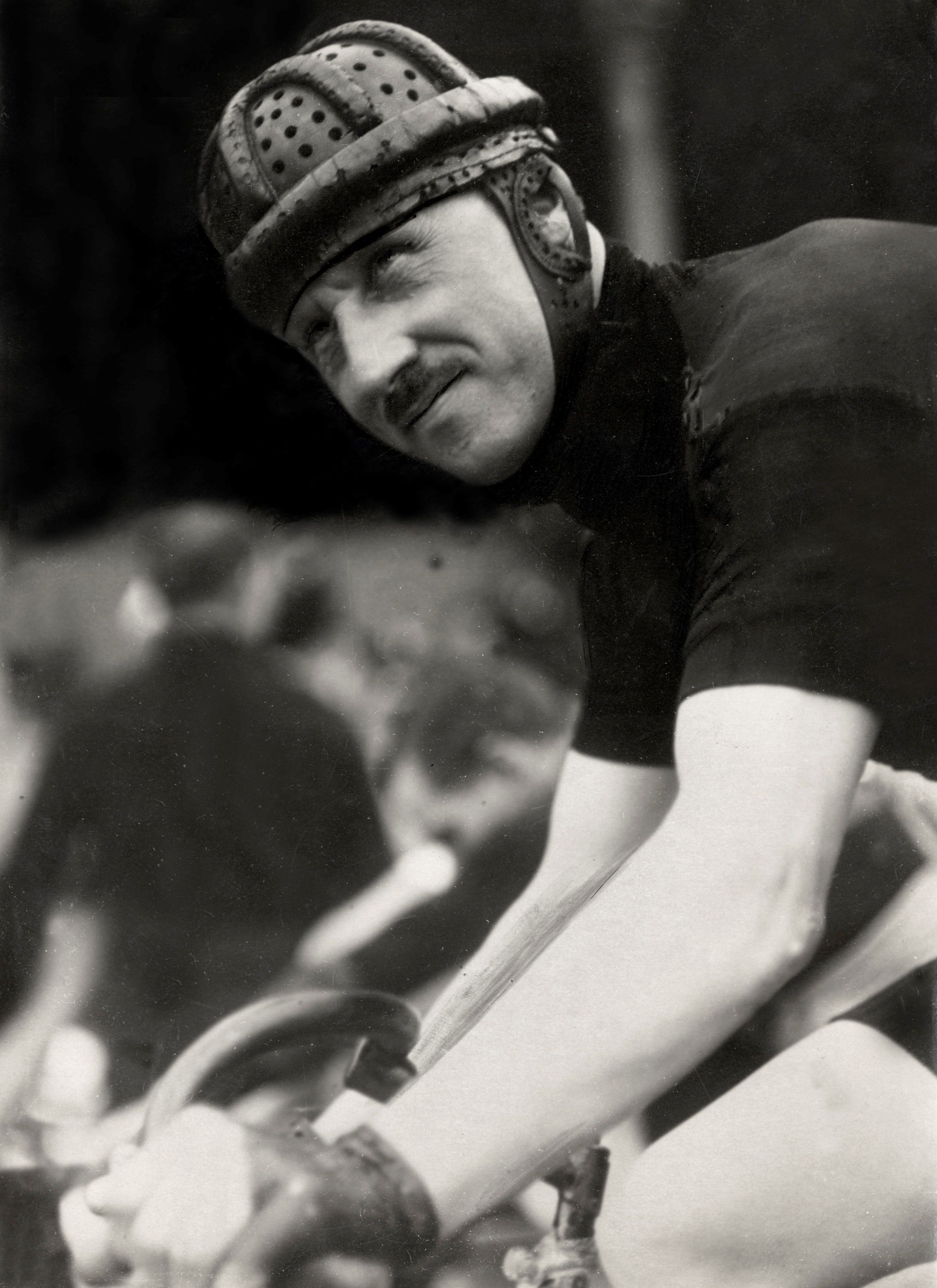
Dickentman als Rennfahrer, 1920.

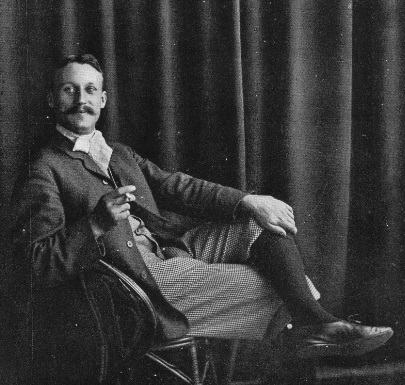
Piet Dickentman

Piet Dickentman, eigentlich Pieter Caspar Johan Dickentman, (* 4. Januar 1879 in Amsterdam; † 7. Oktober 1950 ebenda) war ein niederländischer Radrennfahrer.
Piet Dickentmann wurde als Sohn eines Zimmermanns geboren. Er lernte der Beruf eines Maschinenbauers nach Abschluss der Schule, bevor er sich mit 16 Jahren dem Radsport zuwandte. Sein erstes Steherrennen bestritt er 1898 als Amateur in Deutschland. Von 1899 bis 1926 war er als Profi tätig. In seinem ersten Profijahr wurde Dickentman in Wien Weltmeister auf dem Quintuplet (Fahrrad mit fünf Fahrern), dem sogenannten „Mulder-Quint“ unter dem Steuermann Jan Mulder, seinem Förderer. 1900 stellte seine Mannschaft einen Weltrekord auf. Anschließend wechselte Dickentman zu den Stehern.
Im Oktober 1900 wurde Dickentman Europameister über 100 km in Breslau. 1902 gewann er den Titel erneut. Er etablierte sich als einer der schärfsten Konkurrenten des deutschen Steher-Stars Thaddäus Robl, mit dem er sich zahlreiche Duelle lieferte. Gemeinsam mit seinem Konkurrenten und Freund Robl reiste er 1902 nach Australien, um dort Radrennen zu bestreiten. In den folgenden Jahren reiste er noch mehrfach nach Australien, wo er auch eine erste Ehe einging.
1903 wurde Dickentman in Kopenhagen Weltmeister. In den folgenden Jahren fuhr er weiterhin erfolgreich Radrennen, wenn auch ohne den ganz großen Erfolg. In dieser Zeit lebte er in Berlin. 1910 siegte er bei der sogenannten „Oberweltmeisterschaft“ auf der Radrennbahn Steglitz, eine inoffizielle WM, die Deutschland veranstaltete, da es seine Starter aus Protest gegen vermeintliche Fehlentscheidungen von den UCI-Bahn-Weltmeisterschaften 1910 zurückgezogen hatte. Fortan galt Dickentman in der Szene scherzhaft als „Oberweltmeister“. 1905 und 1906 gewann er den Großen Preis der Stadt Leipzig im Steherrennen.
1918 eröffnete Dickentman in Amsterdam ein Fahrradgeschäft und heiratete zum zweiten Mal. Bis 1927 blieb er als Rennfahrer aktiv, Versuche eines Comebacks sowie als Schrittmacher scheiterten jedoch. Nach seinem endgültigen Karriere-Ende eröffnete er erneut ein Fahrradgeschäft in seiner Vaterstadt.